# Guillobel (K120)
Guillobel (K120) je víceúčelová záchranná loď ponorek brazilského námořnictva. Je to čtvrtá brazilským námořnictvem provozovaná loď tohoto určení. Nahrazuje brazilské plavidlo Felinto Perry (K11). Využívána bude rovněž na podporu operací v Antarktidě.

## Stavba

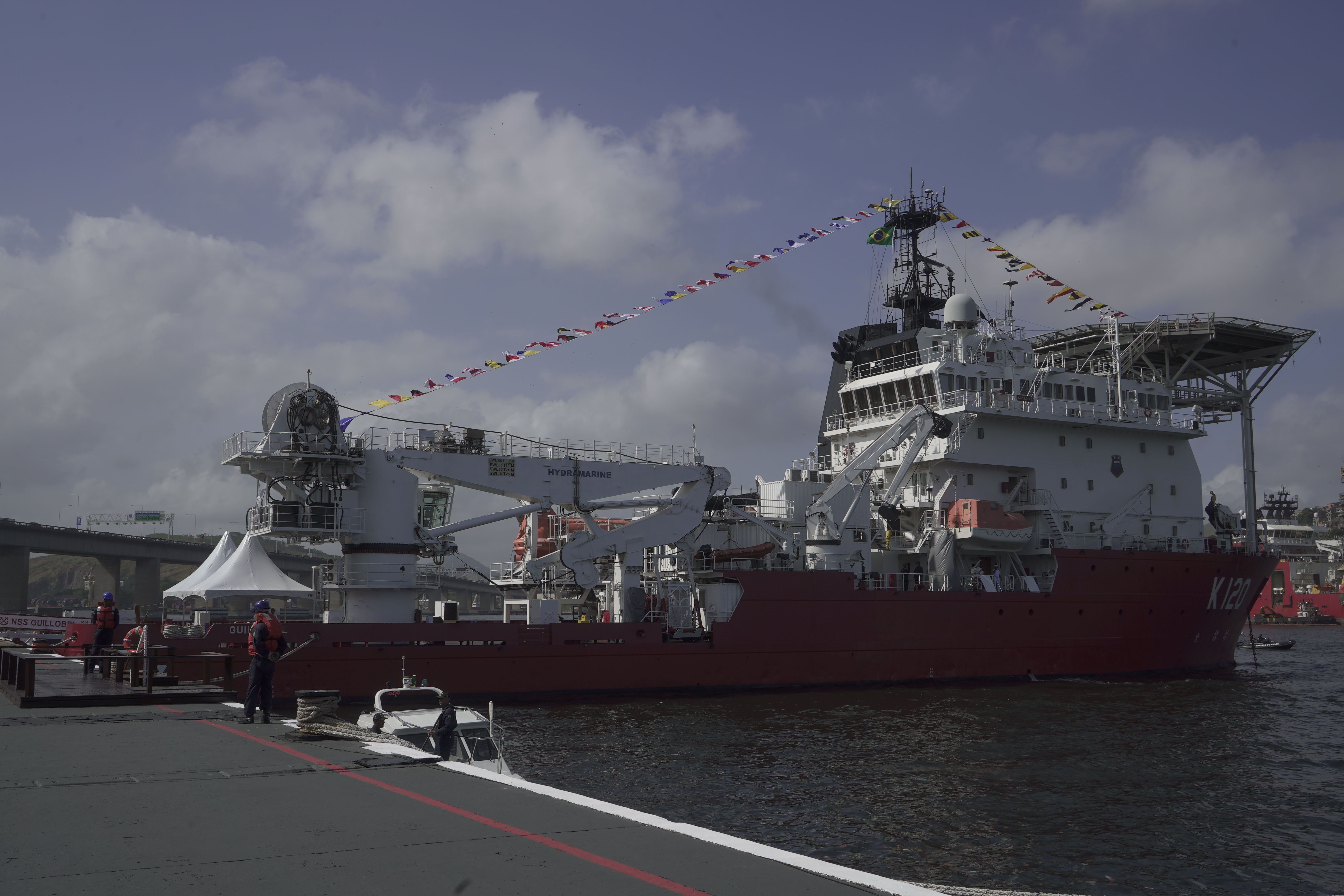
Guillobel (K120)

Plavidlo postavila roku 2009 španělská loděnice Astilleros Balenciaga S.A v Zumaia v provincii Gipuzkoa pod názvem Adams Challenge. Jejím vlastníkem byla středovýchodní společnost ADAMS Offshore působící v ropném průmyslu. Nasazována byla především jako mateřská loď speciálních potápěčů. V říjnu 2019 plavidlo koupilo brazilské námořnictvo. Dne 12. května 2020 byla oficiálně doručena brazilskému námořnímu zbrojnímu úřadu Diretoria-Geral do Material da Marinha a uvedena do provozu.

## Konstrukce

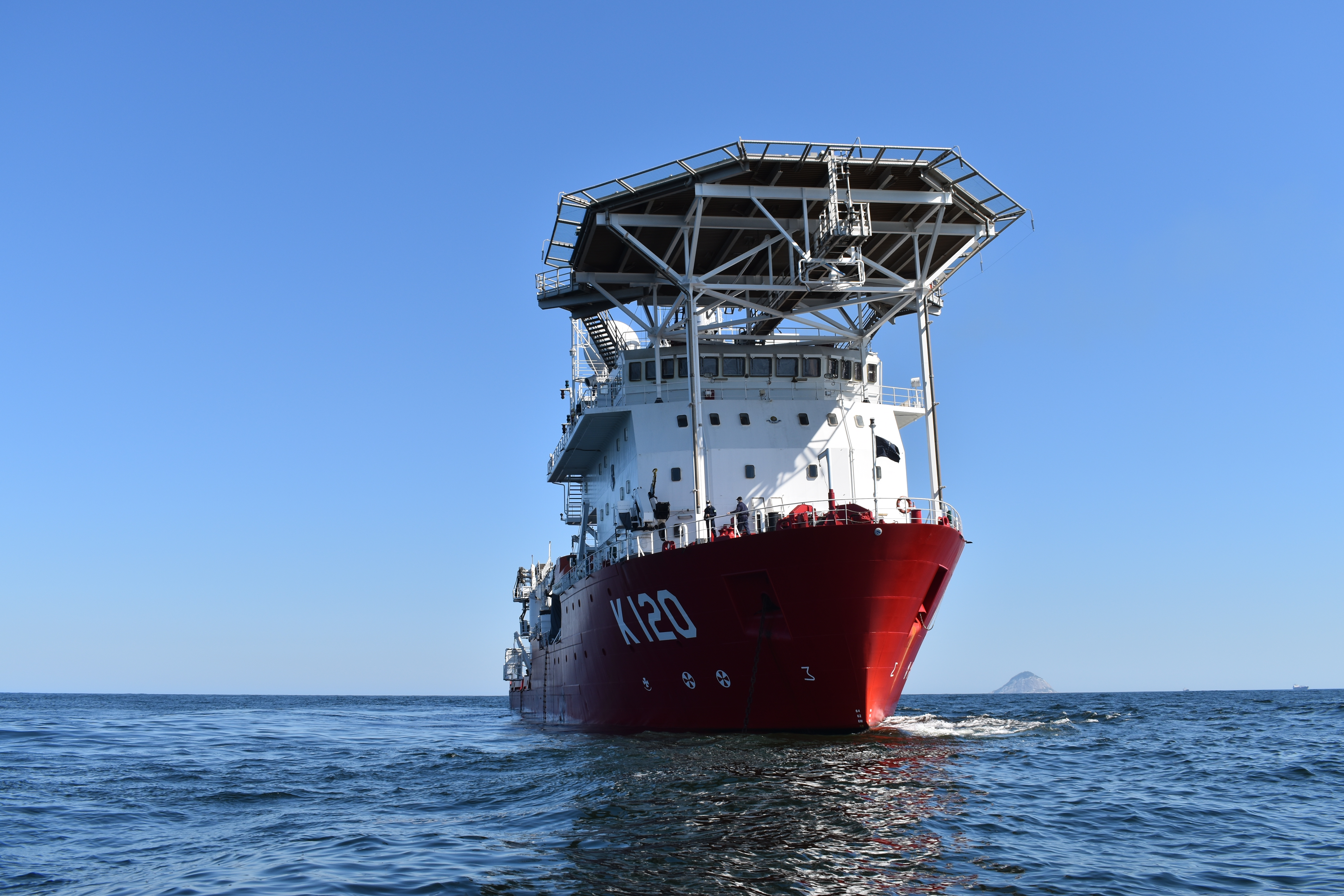
Guillobel (K120)

Plavidlo je vybaveno přistávací plošinou pro vrtulník Aerospatiale AS332L. Pohonný systém je diesel-elektrický. Čtyři dieselgenerátory Wärtsilä 8L26A2, každý o výkonu 3535 hp, dodávají energii pro dva plně otočné azipody Wärtsilä Lips na zádi, další zatažitelnou jednotku Wärtsilä Lips v přídi a dvě příďová dokormidlovací zařízení Wärtsilä Lips. Cestovní rychlost je 15 uzlů.